# Lionel Belmore
Lionel Belmore (12 de maio de 1867 — 30 de janeiro de 1953) foi um diretor inglês e ator de teatro e cinema. No teatro, Belmore apareceu com Wilson Barrett, Henry Irving, William Faversham, Lillie Langtry e outros atores famosos. Entrou para o cinema a partir de 1911.